# Walker Art Center
El Walker Art Center és un centre multidisciplinari d'art contemporani ubicat a Minneapolis, Minnesota, als Estats Units. És considerat com un dels 5 grans museus d'art modern als Estats Units, juntament amb el Museum of Modern Art, el San Francisco Museum of Modern Art, el Guggenheim Museum i el Hirshhorn. Va obrir les portes el 1879 com a la galeria personal de Thomas Barlow Walker, i no fou fins al 1929 que es va transformar en una galeria d'art pública, sent una de les primeres de la zona coneguda com el Upper Midwest. El seu edifici actual fou dissenyat per Edward Larrabee Barnes i es va inaugurar el maig de 1971. Just al costat del museu hi ha el jardí d'escultures de Minneapolis, el Minneapolis Sculpture Garden, que va obrir les portes el 1988, i el Cowles Conservatory.

## Directors
- Martin Friedman – 1961-1990
- Kathy Halbreich – 1991-2007[4]
- Olga Viso – 2007–actualitat[5]